# مترو شیجیاژوانگ
مترو شیجیاژوانگ (انگلیسی: Shijiazhuang Metro) سیستم قطار شهری زیرزمینی در شهر شیجیاژوانگ، هه‌بئی، چین است.
این مترو که در سال ۲۰۱۷ تأسیس شده دارای ۳ خط، ۶۳ ایستگاه و ۷۶ کیلومتر طول است.

## نگارخانه

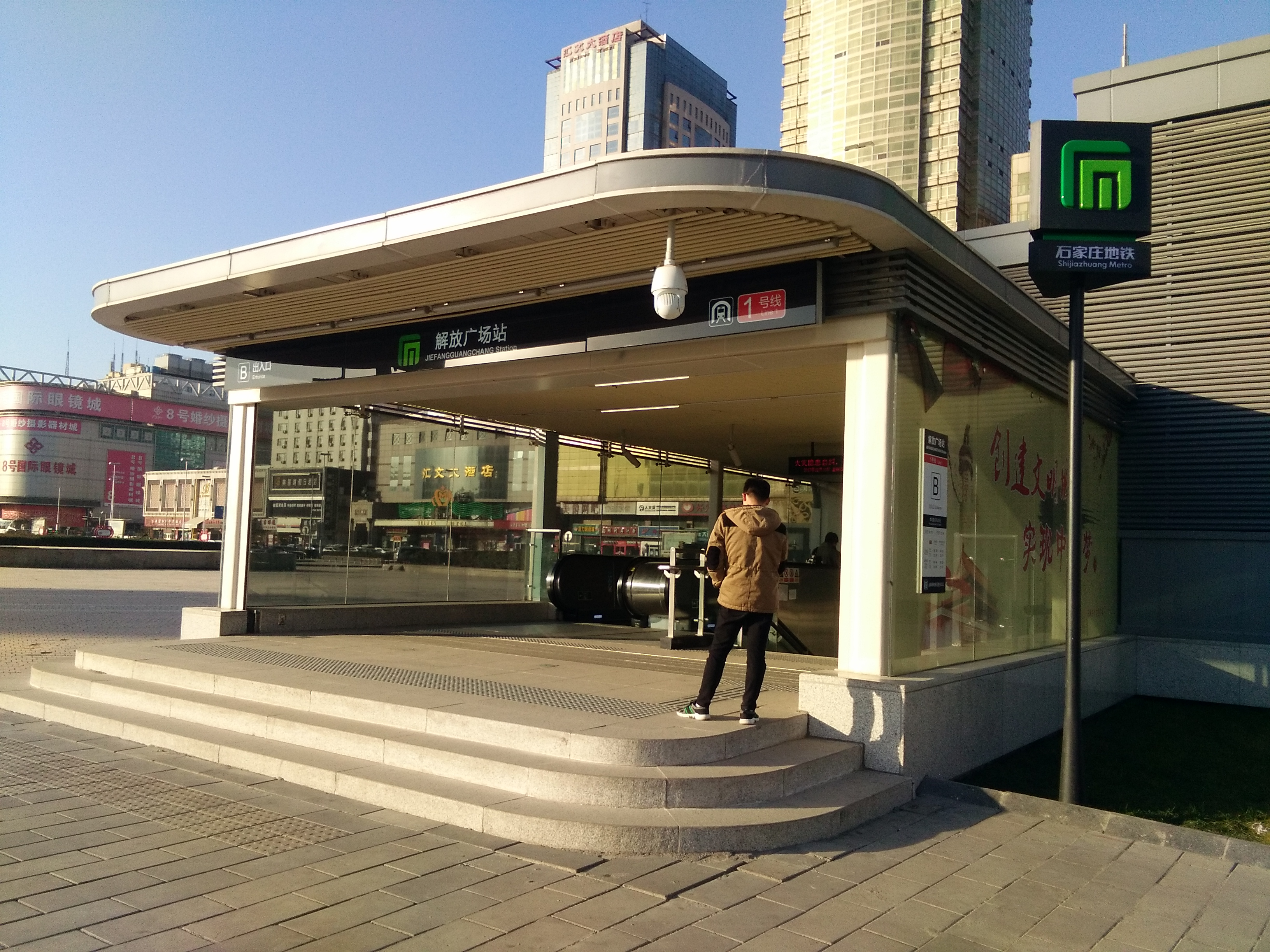
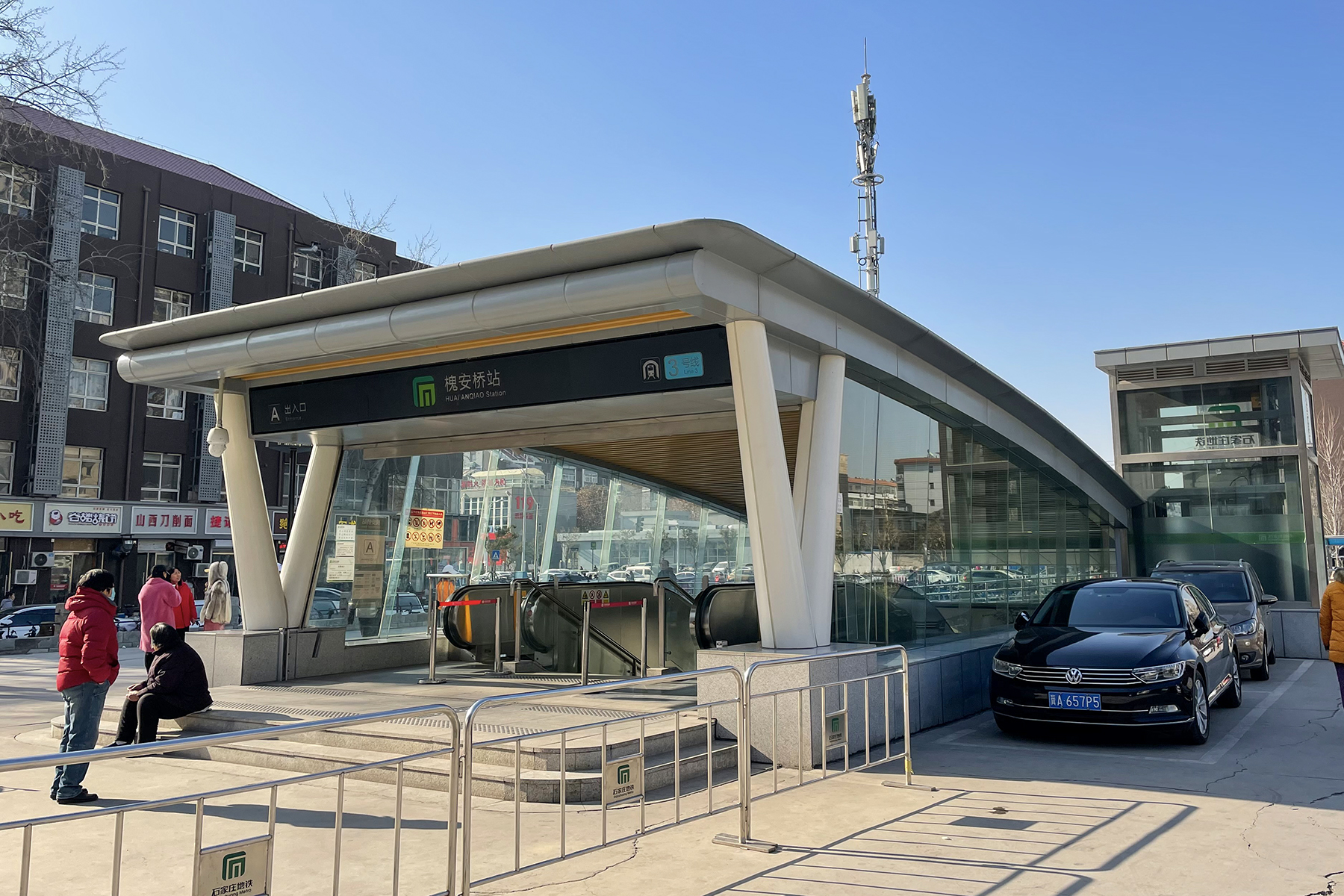
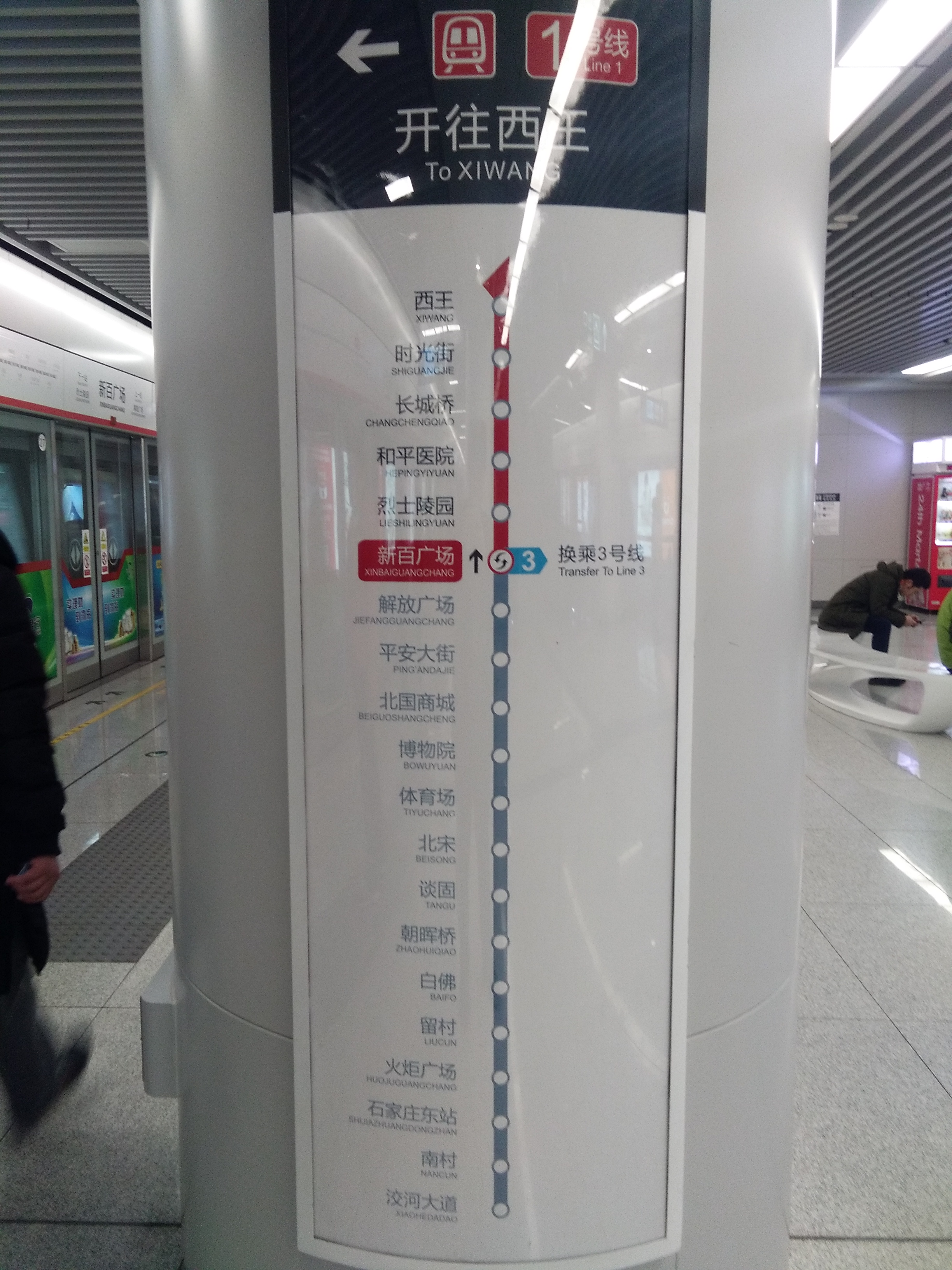
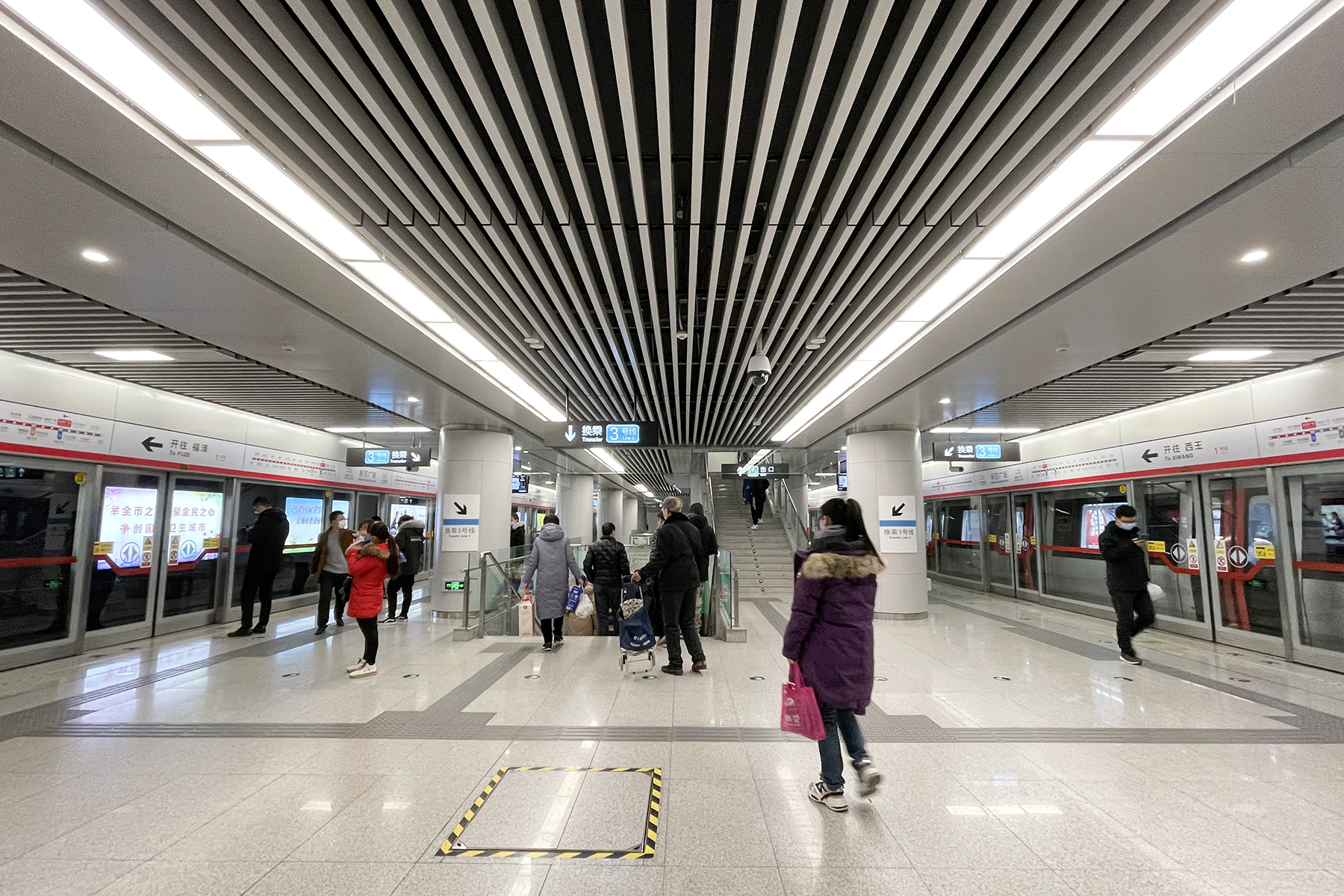
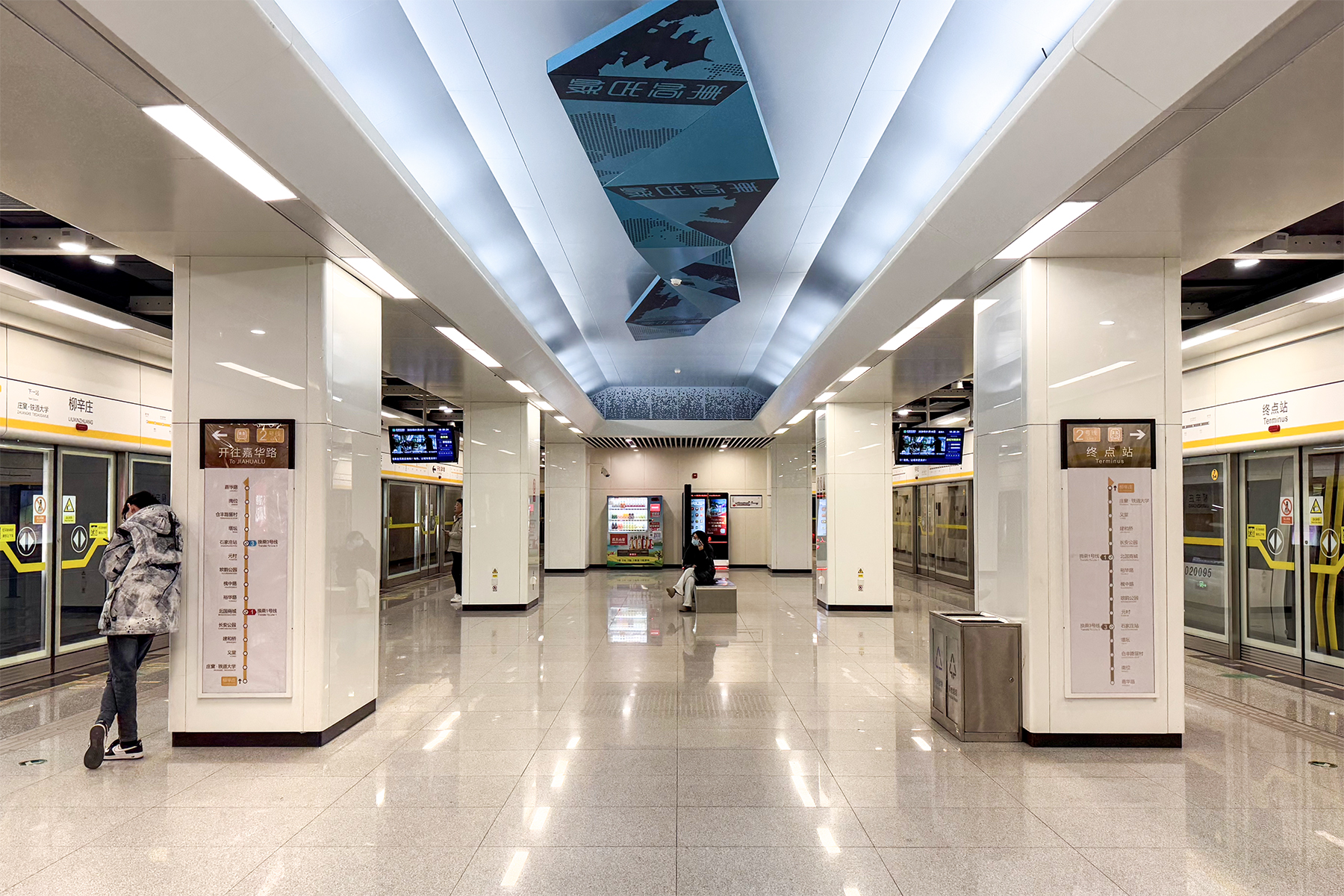
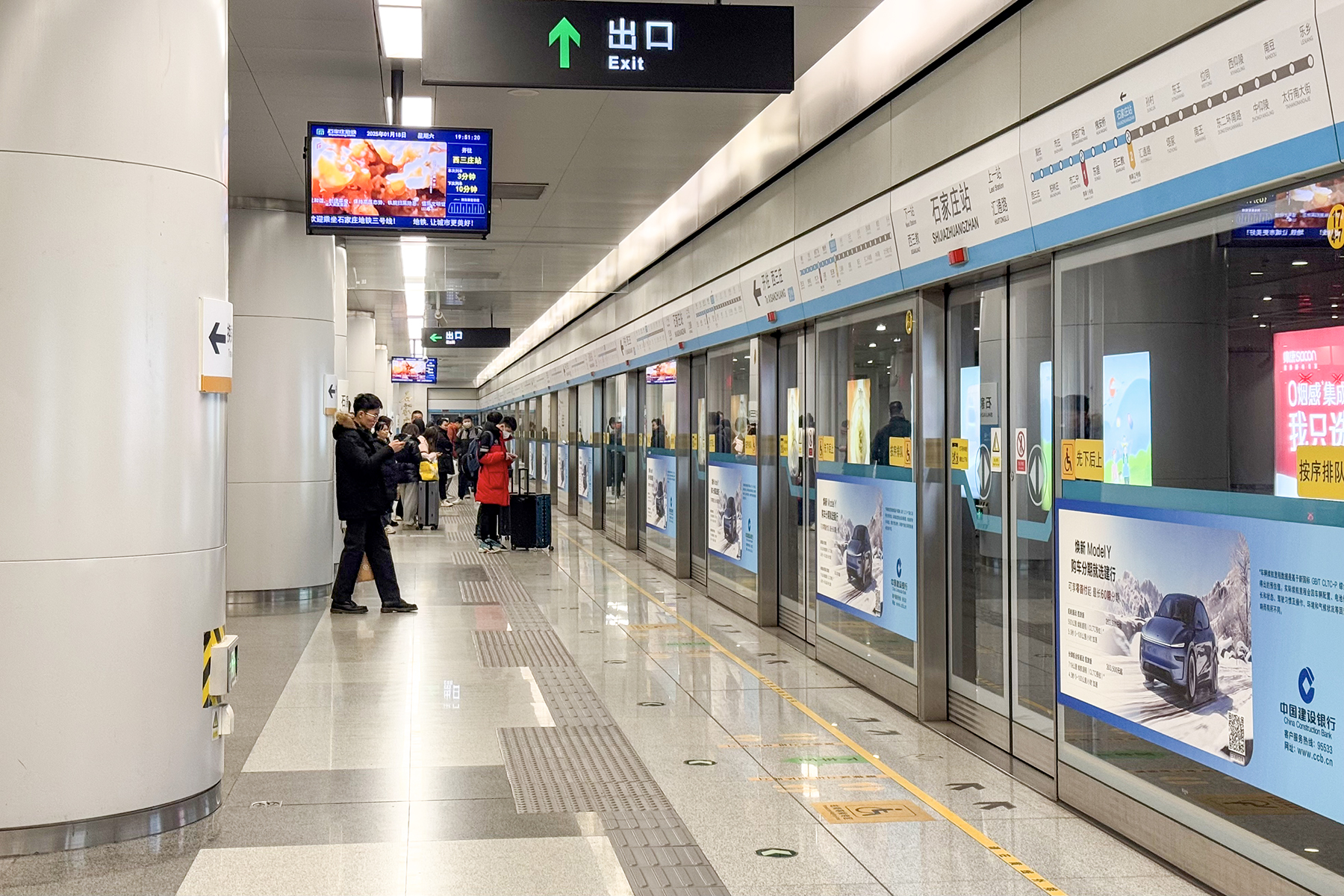

## شبکه

نقشه شبکه مترو شیجیاژوانگ

| خط    | پایانه‌ها (بخش یا شهرستان) | پایانه‌ها (بخش یا شهرستان) | تأسیس | جدیدترین گسترش | طول km | ایستگاه‌ها |
| ----- | ------------------------- | ------------------------- | ----- | -------------- | ------ | --------- |
| 1     | Xiwang (Qiaoxi)           | Fuze (شهرستان ژنگدینگ)    | ۲۰۱۷  | ۲۰۱۹           | ۳۴٫۳   | ۲۶        |
| 2     | Liuxinzhuang (Chang'an)   | Jiahualu (Yuhua)          | ۲۰۲۰  | —              | ۱۵٫۵   | ۱۵        |
| 3     | Xisanzhuang (Xinhua)      | Lexiang (Gaocheng)        | ۲۰۱۷  | ۲۰۲۱           | ۲۶٫۷   | ۲۲        |
| مجموع | مجموع                     | مجموع                     | مجموع | مجموع          | ۷۶٫۵   | ۶۳        |